# NGC 172
NGC 172 (ook wel PGC 2228, ESO 474-5, MCG -4-2-27, AM 0034-225 of IRAS00348-2251) is een balkspiraalstelsel in het sterrenbeeld Walvis.
NGC 172 werd in 1886 ontdekt door de Amerikaanse astronoom Frank Muller.